# Инеши
И́неши (латыш. Ineši, в старину Вецпиебалгская усадьба, латыш. Vecpiebalgas muiža) — населённый пункт (село) в Вецпиебалгском крае Латвии, административный центр Инешской волости. Расположено на юго-восточном берегу озера Инесис, на реке Орисаре. Расстояние до города Цесис составляет 55 км.
Через село проходит региональная автодорога P33 (Эргли—Яунпиебалга—Салинькрогс) и местные автодороги V308 (Инеши—Мурниеки), V305 (Вецпиебалга—Инеши) и V846 (Вестиена—Веява—Инеши).
По данным на 2018 год, в населённом пункте проживало 190 человек.

## История
В советское время населённый пункт был центром Инешского сельсовета Цесисского района. В селе располагалась центральная усадьба колхоза «Комунисма цельш».

## Достопримечательности
- Вецпиебалгская усадьба. Находится в центре села Инеши, в 5 км к югу от Вецпиебалги. Здесь, на берегах реки Орисаре, в 1786 году был построен в стиле классицизма дворец графов Шереметевых. Во время беспорядков 1905 года усадьба была сожжена, но через четыре года восстановлена. Комплекс господской усадьбы окружает пейзажный парк регулярной планировки. Виецпиебалгская усадьба служила прототипом господской усадьбы «Слатавас» в романе братьев Каудзите «Времена землемеров». В 1992 году в винном погребе усадьбы был открыт Пиебалгский краевой музей. В главном корпусе усадьбы располагается Инешский волостной совет и студия по росписи фарфора.[3]

- Пиебалгская фарфоровая фабрика. Находится напротив парка господской усадьбы. С 2007 года открыта для доступа экскурсантов.[3]